# 拉恩卡爾納西翁

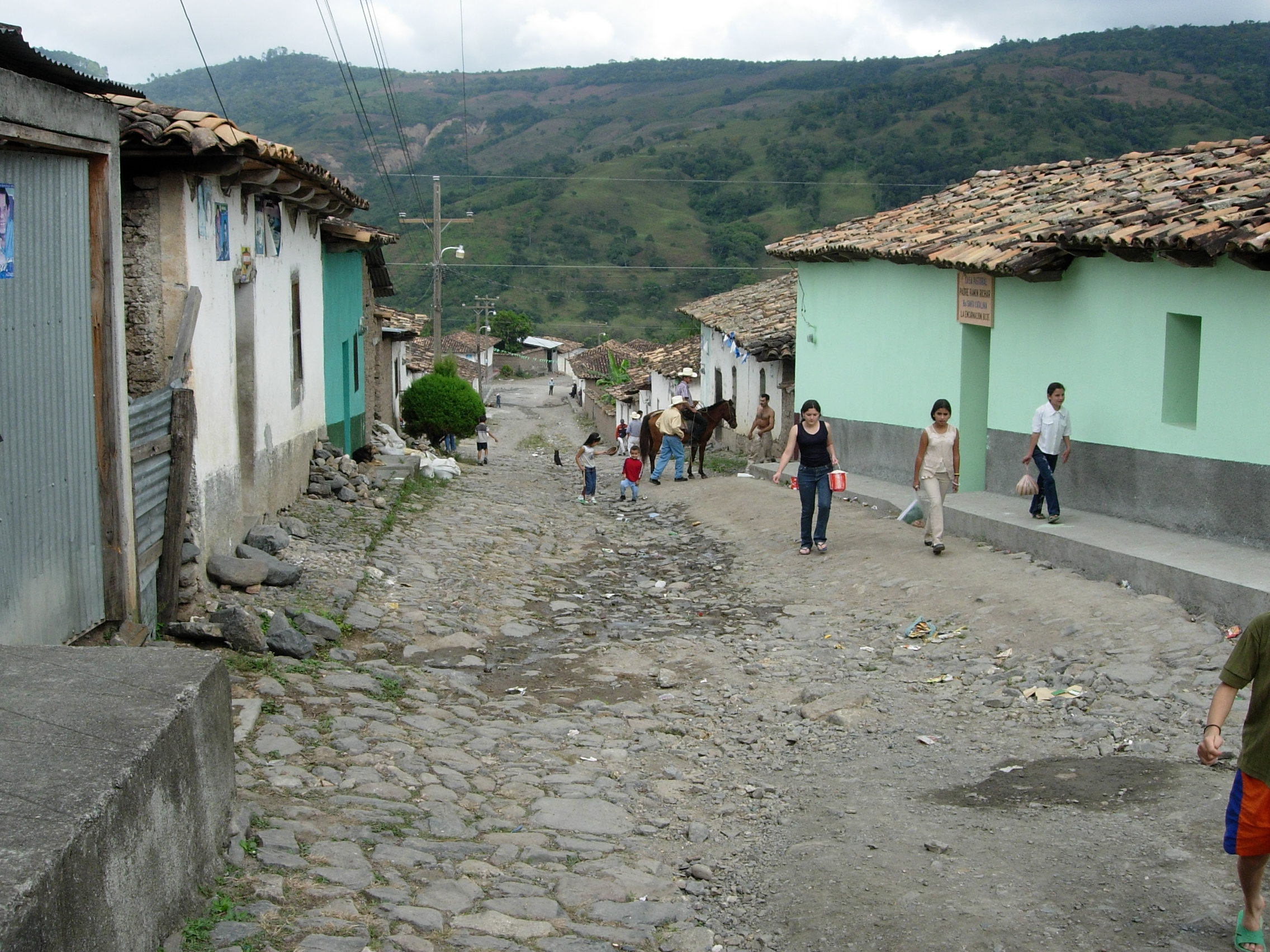
拉恩卡爾納西翁

拉恩卡爾納西翁（西班牙語：La Encarnación），是洪都拉斯的城鎮，位於該國西部，由奧科特佩克省負責管轄，始建於1889年1月14日，面積35平方公里，海拔高度998米，2001年人口3,841，人口密度每平方公里109.74人。
14°40′N 89°05′W / 14.667°N 89.083°W